# Atomaria scutellaris
Atomaria scutellaris là một loài bọ cánh cứng trong họ Cryptophagidae. Loài này được Motschulsky miêu tả khoa học năm 1849.